# Sabina Küller
Sabina Küller, född 22 september 1994 i Norrtälje, är en svensk ishockeyspelare (forward) som spelar i AIK.
Küller inledde sin karriär i Norrtälje IK:s hockeyskola som 5-åring, men har sedan 10-årsåldern spelat i AIK. På juniornivå har hon ett VM-brons och ett OS-guld på meritlistan. Hösten 2014 debuterade hon i Damkronorna och totalt har det blivit 18 landskamper.

## Meriter
- Brons i Junior-VM 2012
- Guld i Ungdoms-OS 2012
- SM-guld 2013 med AIK
- SM-brons 2014 med AIK
- Europacupen 2013: silver med AIK
- VM 2015: 5:a, Malmö, Sverige

## Klubbar
- Norrtälje IK
- AIK